# Первомайськ (Сахалінська область)
Первомайськ (рос. Первомайск) — село у Смирниховському міському окрузі Сахалінської області Російської Федерації.
Населення становить 946 осіб (2013).

## Історія
З 1905 по 3 вересня 1945 року у складі губернаторства Карафуто Японії, відтак у складі Смирниховського міського округу Сахалінської області.

## Населення
| 2002 | 2010  | 2013 |
| ---- | ----- | ---- |
| 1469 | ↘1030 | ↘946 |